# Nonthaburi Challenger
Il Nonthaburi Challenger, nome ufficiale Bangkok Open, è un torneo professionistico maschile di tennis giocato sul cemento che fa parte dell'ATP Challenger Tour. È stato inaugurato nel 2022 a Nonthaburi, città thailandese nella regione metropolitana di Bangkok, con tre edizioni facenti parte della categoria Challenger 50 giocate in tre settimane consecutive. Nel 2024 viene inaugurata l'edizione femminile del torneo appartenente alla categoria W50 appena creata.
Il tennista monegasco Valentin Vacherot detiene il record di vittorie nel singolare con ben 3 titoli.

## Albo d'oro

### Singolare maschile
| Anno     | Campione              | Finalista          | Punteggio    |
| -------- | --------------------- | ------------------ | ------------ |
| 2025 (3) | Brandon Holt          | Vít Kopřiva        | 6–3, 6–2     |
| 2025 (2) | Rio Noguchi           | Cui Jie            | 7–6(9), 6–2  |
| 2025 (1) | Aslan Karacev         | Grégoire Barrère   | 7–6(5), 7–5  |
| 2024 (4) | Wu Tung-lin           | Mackenzie McDonald | 6–3, 7–6(4)  |
| 2024 (3) | Matteo Gigante        | Hong Seong-chan    | 6–4, 6–1     |
| 2024 (2) | Valentin Vacherot (3) | Manuel Guinard     | 7–5, 7–6(5)  |
| 2024 (1) | Valentin Vacherot (2) | Lucas Pouille      | 3–2 rit.     |
| 2023 (3) | Sho Shimabukuro       | Arthur Cazaux      | 6–2, 7–5     |
| 2023 (2) | Arthur Cazaux (2)     | Lloyd Harris       | 7–6(5), 6–2  |
| 2023 (1) | Dennis Novak          | Wu Tung-lin        | 6–4, 6–4     |
| 2022 (3) | Stuart Parker         | Arthur Cazaux      | 6–4, 4–1 rit |
| 2022 (2) | Arthur Cazaux (1)     | Omar Jasika        | 7–6(6), 6–4  |
| 2022 (1) | Valentin Vacherot (1) | Lý Hoàng Nam       | 6–3, 7–6(4)  |

### Doppio maschile
| Anno     | Campioni                         | Finalisti                                           | Punteggio            |
| -------- | -------------------------------- | --------------------------------------------------- | -------------------- |
| 2025 (3) | Ray Ho (2) Neil Oberleitner (2)  | Pruchya Isaro Wang Aoran                            | 6–3, 6–4             |
| 2025 (2) | Ray Ho (1) Neil Oberleitner (1)  | Daniel Cukierman Joshua Paris                       | 6–4, 7–6(5)          |
| 2025 (1) | Kokoro Isomura Rio Noguchi       | Zdeněk Kolář Neil Oberleitner                       | 7–6(3), 7–6(9)       |
| 2024 (4) | Blake Ellis Adam Walton          | Rithvik Choudary Bollipalli Arjun Kadhe             | 3–6, 7–5, [10–8]     |
| 2024 (3) | Luke Johnson Skander Mansouri    | Rithvik Choudary Bollipalli Niki Kaliyanda Poonacha | 7–5, 6–4             |
| 2024 (2) | Manuel Guinard Grégoire Jacq     | Francis Casey Alcantara Sun Fajing                  | 6–4, 7–6(6)          |
| 2024 (1) | Arthur Fery Joshua Paris         | Pruchya Isaro Maximus Jones                         | 6–2, 7–5             |
| 2023 (3) | Nam Ji-sung Song Min-kyu         | Jan Choinski Stuart Parker                          | 6–4, 6–4             |
| 2023 (2) | Yuki Bhambri Saketh Myneni       | Christopher Rungkat Akira Santillan                 | 2–6, 7–6(7), [14–12] |
| 2023 (1) | Marek Gengel Adam Pavlásek       | Robert Galloway Hans Hach Verdugo                   | 7–6(4), 6–4          |
| 2022 (3) | Chung Yun-seong Ajeet Rai        | Francis Casey Alcantara Christopher Rungkat         | 6–1, 7–6(6)          |
| 2022 (2) | Benjamin Lock Yuta Shimizu       | Francis Casey Alcantara Christopher Rungkat         | 6–1, 6–3             |
| 2022 (1) | Evgenij Donskoj Alibek Kachmazov | Nam Ji-sung Song Min-kyu                            | 6–3, 1–6, [10–7]     |

### Singolare femminile
| Anno     | Categoria | Campionessa           | Finalista              | Punteggio     |
| -------- | --------- | --------------------- | ---------------------- | ------------- |
| 2025 (2) | ITF W75   | Xinxin Yao            | Wushuang Zheng         | 6–4, 6–0      |
| 2025 (1) | ITF W75   | Kyoka Okamura         | Kathinka von Deichmann | 7–5, 1–6, 7–5 |
| 2024 (2) | ITF W50   | Mananchaya Sawangkaew | Antonia Ružić          | 6–1, 2–6, 6–2 |
| 2024 (1) | ITF W50   | Antonia Ružić         | Sara Saito             | 6–1, 6–3      |

### Doppio femminile
| Anno     | Categoria | Campionesse                          | Finaliste                      | Punteggio        |
| -------- | --------- | ------------------------------------ | ------------------------------ | ---------------- |
| 2025 (2) | ITF W75   | Su-jeong Jang Wushuang Zheng         | Rutuja Bhosale Eudice Chong    | 4–6, 6–0, [10–6] |
| 2025 (1) | ITF W75   | Maria Mateas Alana Smith             | I-Hsuan Cho Yi Tsen Cho        | 6–1, 6–3         |
| 2024 (2) | ITF W50   | Anna Sisková Ksenia Zaytseva         | Maja Chwalinska Yuki Naito     | 7–5, 7–6(3)      |
| 2024 (1) | ITF W50   | Zhibek Kulambayeva Sapfo Sakellaridi | Lanlana Tararudee Chia-yi Tsao | walkover         |